# Umut Koçin
Umut Koçin (Hamburg, 1988. június 2. –) német-török származású labdarúgó, aki jelenleg a Pazarspor középpályása és Török korosztályos válogatott.

## Pályafutása
A HT 1816 Hamburg klubjában nevelkedett először, majd a Hamburger SV akadémiáján szerepelt. A 2006-07-es szezonban debütált a profik között a Arminia Bielefeld második csapatában. 28 bajnoki mérkőzéssel és 9 góllal távozott a klubtól és Németországtól és Törökországba igazolt. A regnáló bajnok Kayserispor csapatába igazolt a 2008-09-es szezon elején. Két évet töltött itt el, majd ismét országot váltott és Ausztriába igazolt. A Kapfenberger SV csapatának játékosa lett egy szezonra.
A 2011-12-es szezont már újra Németországban kezdte meg az RB Leipzig csapatánál. Első szezonjában 20 bajnokin szerepelt. 2013-ban elhagyta Németországot és visszatért Törökországba és a Karşıyaka SK játékosa lett. 2014 nyarán a Pazarspor klubjának labdarúgója lett.
2005 és 2008 között a Török korosztályos válogatott tagja volt (U18, U19, U20).